# イラン・アーセマーン航空6895便墜落事故
イラン・アーセマーン航空6895便墜落事故は、イテク・エアのボーイング737-219 Advanced（登録記号EX-009）が2008年8月24日20時30分（現地時間）、キルギス共和国のマナス国際空港近郊で墜落した航空事故である。6895便はイラン・アーセマーン航空のチャーターによりイラン・テヘランのエマーム・ホメイニー国際空港に向かっていた。同機は飛行中に生じた技術的問題のため、出発したマナス国際空港に引き返すところで墜落した。
報道によると離陸直後、乗組員が機材に「技術的問題」が生じたと報告した。さらに10分以内に客室内の急激な減圧が報告されている。乗組員は緊急着陸を試みたが、その際に空港滑走路から約2kmの地点で墜落し、炎上した。

## 犠牲者
6895便の乗員乗客は90人でうち68人が死亡した。乗組員2人を含む少なくとも22人の生存が報道されている。ビシュケクの高校のスポーツチームのメンバー10人も犠牲となった。
| 国籍         | 乗客 | 乗組員 | 合計 | 生存者 |
| ------------ | ---- | ------ | ---- | ------ |
| キルギス     | 24   | 6      | 30   | 11     |
| イラン       | 52   | 1      | 53   | 10     |
| カザフスタン | 3    | 0      | 3    | 0      |
| 中国         | 1    | 0      | 1    | 0      |
| トルコ       | 1    | 0      | 1    | 0      |
| カナダ       | 2    | 0      | 2    | 1      |
| 総計         | 83   | 7      | 90   | 22     |

## 機材

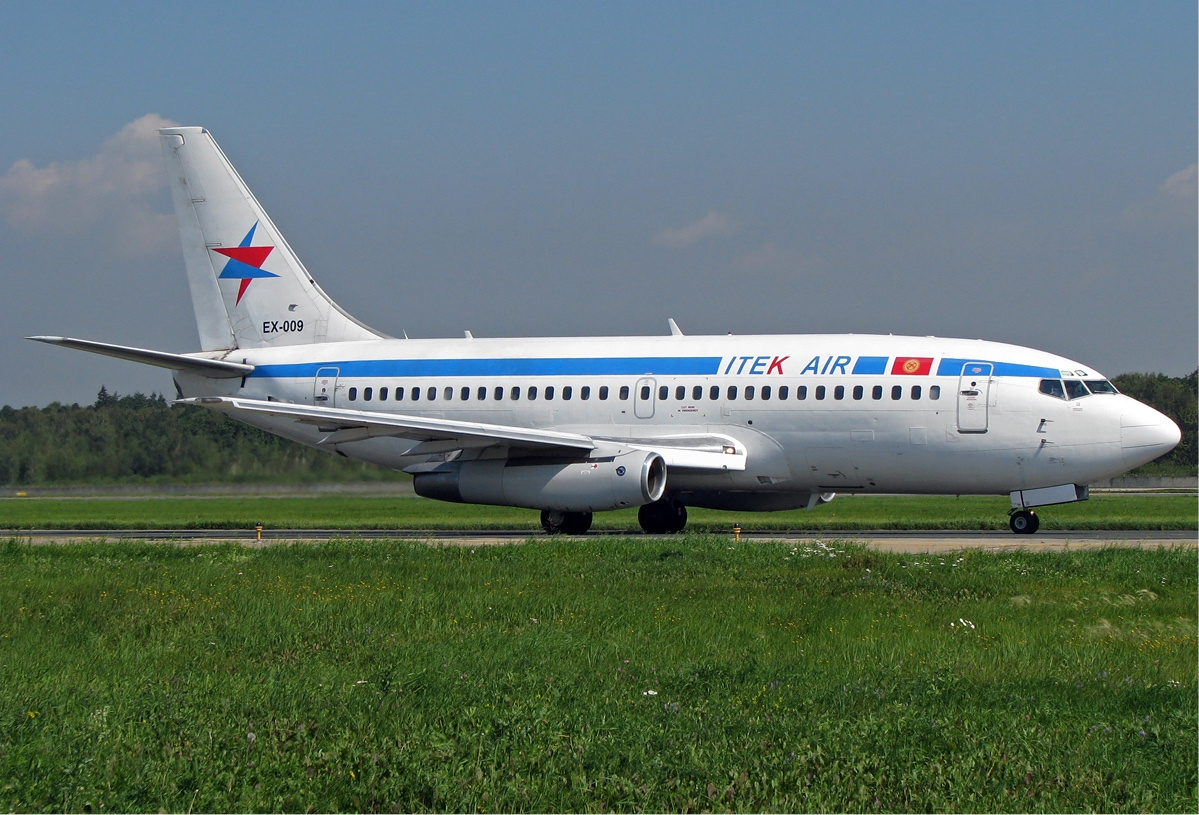
事故機（ドモジェドヴォ空港にて、2008年8月20日撮影）

6895便に使用された機体は1980年6月16日に初飛行し、同年7月1日にニュージーランド航空に納入された。1995年にコパ航空に転じ、さらに2003年にフェニックス航空に移った。2005年にフェニックス航空はAVE.comと改名している。イテク・エアの所属となったのは2006年4月のことである。
イテク・エアは、キルギスの規制監督当局による認可を受けた他の航空事業者とともに、EUのEU域内乗り入れ禁止航空会社の一覧にあげられている。これは安全性の問題によるものであり、当該航空会社はEU域内での航行・離着陸を禁止されている。また、事故を起こした機材EX-009は2008年5月に全技術検査を通過していた。

## 参考資料
1. ↑  Катастрофа Boeing-737-200 а/к Itek Air в районе Бишкека
2. 1 2 3 4 5 6 7  
“ASN Aseman Airlines Flights 6895” (2008年8月24日). 2024年12月8日時点のオリジナルよりアーカイブ。2008年8月24日閲覧。
3. ↑  
“تعداد مسافران ايراني هواپيماي سانحه ديده قرقيزي 52 نفر اعلام شد” (Persian).  IRNA (2008年8月25日). 2008年8月28日時点のオリジナルよりアーカイブ。2008年8月26日閲覧。
4. ↑  
“شهروندان ایران در سانحه هوایی قرقیزستان” (Persian).  BBC Persian (2008年8月25日). 2008年8月27日閲覧。
5. ↑  
“اخبار سوانح هوانوردی” (Persian).   asemansafety.ir. 2008年8月29日時点のオリジナルよりアーカイブ。2008年8月27日閲覧。
6. 1 2 3 4  「キルギスの旅客機墜落、死者68人に」『朝日新聞』朝日新聞社、2008年8月25日。オリジナルの2008年8月27日時点におけるアーカイブ。2025年5月17日閲覧。
7. ↑  「離陸直後に急減圧　キルギスの旅客機墜落」『朝日新聞』朝日新聞社、2008年8月25日。オリジナルの2008年9月3日時点におけるアーカイブ。2025年5月17日閲覧。
8. 1 2  Saralayeva, Leila (2008年8月25日). “68 die, 22 survive airliner crash in Kyrgyzstan”. AP via Google News.  オリジナルの2008年8月30日時点におけるアーカイブ。 2008年8月25日閲覧。
9. ↑  “EX-009 Itek Air Boeing 737-219(A) - cn 22088 / ln 676 - Planespotters.net” (English).  Planespotters.net. 2008年8月30日時点のオリジナルよりアーカイブ。2008年8月25日閲覧。
10. ↑  “На борту упавшего в Киргизии "Боинга" находился 51 иностранец” (Russian).  Lenta.Ru (2008年8月24日). 2011年7月17日時点のオリジナルよりアーカイブ。2008年8月25日閲覧。